# Хайнрих II фон Райфершайд
Хайнрих II фон Райфершайд (на немски: Heinrich II von Reifferscheid; † между 15 ноември 1357 и 23 август 1361 или 1376) е господар на Райфершайд и Бедбург.

## Произход
Той е вторият син на Йохан IV фон Райфершайд († ок. 1385), маршал на Вестфалия, и Мехтилд/Матилда фон Рандерат († сл. 1365/1377), дъщеря на Арнолд I фон Рандерат († 1330) и Катарина фон Бланкенхайм († 1308/1324).

## Фамилия
Хайнрих II фон Райфершайд се жени на 15 март 1351 г. за Рикардис фон Дик († сл. 1352/сл. 1387), наследничка на брат ѝ Герхард II фон Дик († 1395), дъщеря на Конрад V фон Дик († 1368/1369) и Рихардис/Рикардис фон Юлих († 1353). Те имат четири деца:
- Йохан V фон Райфершайд, Бедбург и Дик († 26 октомври 1418), женен I. за фон Биртринген, II. пр. 14 декември 1377 г. за Рикхарда фон Боланд († 1395/ 12 август 1399), III. на 12 август 1399 г. за Юта фон Кулембург († сл. 1428)
- Рикардис/Рихардис/Рикарда фон Райфершайд († сл. 1436), абатеса на Св. Клара в Нойс (1436)
- Метца фон Райфершайд, монахиня в Кьолн (1387), канонеса в Св. Урсула в Кьолн
- Хайнрих фон Райфершайд († сл. 1389)

Вдовицата му Рикардис фон Дик се омъжва втори път сл. 21 февруари 1361 г. за Готхард/Готфрид фон Нойенар († сл. 15 февруари 1369).